# Handebol feminino nos Jogos Sul-Americanos de 2002
O torneio de handebol feminino dos Jogos Sul-Americanos de 2002 foram realizados de 3 a 8 de agosto de 2002, em São Bernardo do Campo.
Foi a primeira edição da competição de handebol na história deste evento. Eles também serviram como qualificação para os Jogos Pan-Americanos de 2003. A competição foi realizada no Ginásio Poliesportivo Adib Moysés Dib.
O torneio foi vencido pelo Brasil.

## Primeira fase

### Grupo único
| Time      | P | V | E | D | GP  | GC | SG  | Pts. |
| --------- | - | - | - | - | --- | -- | --- | ---- |
| Brasil    | 3 | 3 | 0 | 0 | 104 | 45 | +59 | 6    |
| Argentina | 3 | 2 | 0 | 1 | 58  | 55 | +3  | 4    |
| Uruguai   | 3 | 1 | 0 | 2 | 50  | 77 | -27 | 2    |
| Paraguai  | 3 | 0 | 0 | 3 | 52  | 87 | -35 | 0    |

| 03/09/2002 14:30 | Brasil | 35-15 | Paraguai | Ginásio Poliesportivo Adib Moysés Dib, São Bernardo do Campo |
| 03/09/2002 14:30 | (20-9) |       |          | Ginásio Poliesportivo Adib Moysés Dib, São Bernardo do Campo |
| 03/09/2002 14:30 |        |       |          | Ginásio Poliesportivo Adib Moysés Dib, São Bernardo do Campo |

| 03/09/2002 16:30 | Argentina | 15-11 | Uruguai | Ginásio Poliesportivo Adib Moysés Dib, São Bernardo do Campo |
| 03/09/2002 16:30 | (6-6)     |       |         | Ginásio Poliesportivo Adib Moysés Dib, São Bernardo do Campo |
| 03/09/2002 16:30 |           |       |         | Ginásio Poliesportivo Adib Moysés Dib, São Bernardo do Campo |

| 04/09/2002 14:15 | Paraguai | 15-28 | Argentina | Ginásio Poliesportivo Adib Moysés Dib, São Bernardo do Campo |
| 04/09/2002 14:15 | (6-14)   |       |           | Ginásio Poliesportivo Adib Moysés Dib, São Bernardo do Campo |
| 04/09/2002 14:15 |          |       |           | Ginásio Poliesportivo Adib Moysés Dib, São Bernardo do Campo |

| 04/09/2002 16:15 | Brasil | 40-15 | Uruguai | Ginásio Poliesportivo Adib Moysés Dib, São Bernardo do Campo |
| 04/09/2002 16:15 | (21-3) |       |         | Ginásio Poliesportivo Adib Moysés Dib, São Bernardo do Campo |
| 04/09/2002 16:15 |        |       |         | Ginásio Poliesportivo Adib Moysés Dib, São Bernardo do Campo |

| 05/09/2002 15:30 | Uruguai | 24-22 | Paraguai | Ginásio Poliesportivo Adib Moysés Dib, São Bernardo do Campo |
| 05/09/2002 15:30 | (11-13) |       |          | Ginásio Poliesportivo Adib Moysés Dib, São Bernardo do Campo |
| 05/09/2002 15:30 |         |       |          | Ginásio Poliesportivo Adib Moysés Dib, São Bernardo do Campo |

| 06/09/2002 17:30 | Brasil | 29-15 | Argentina | Ginásio Poliesportivo Adib Moysés Dib, São Bernardo do Campo |
| 06/09/2002 17:30 | (13-5) |       |           | Ginásio Poliesportivo Adib Moysés Dib, São Bernardo do Campo |
| 06/09/2002 17:30 |        |       |           | Ginásio Poliesportivo Adib Moysés Dib, São Bernardo do Campo |

## Disputa do bronze
| 08/09/2002 18:30 | Uruguai | 25-16 | Paraguai | Ginásio Poliesportivo Adib Moysés Dib, São Bernardo do Campo |
| 08/09/2002 18:30 | (14-10) |       |          | Ginásio Poliesportivo Adib Moysés Dib, São Bernardo do Campo |
| 08/09/2002 18:30 |         |       |          | Ginásio Poliesportivo Adib Moysés Dib, São Bernardo do Campo |

## Disputa do ouro
| 08/09/2002 20:30 | Brasil | 26-13 | Argentina | Ginásio Poliesportivo Adib Moysés Dib, São Bernardo do Campo |
| 08/09/2002 20:30 | (12:6) |       |           | Ginásio Poliesportivo Adib Moysés Dib, São Bernardo do Campo |
| 08/09/2002 20:30 |        |       |           | Ginásio Poliesportivo Adib Moysés Dib, São Bernardo do Campo |

## Classificação Final
|   | Brasil    |
|   | Argentina |
|   | Uruguai   |
| 4 | Paraguai  |

|  | equipes qualificadas para os Jogos Pan-Americanos de 2003 |